# 桑山浩然
桑山 浩然（くわやま こうねん、1937年3月19日 - 2006年10月15日）は、日本の歴史学者。専門は日本中世史。室町幕府における公方御倉の存在を明らかにし、幕府財政の中での土倉役や酒屋役の重要性を主張したことで、幕府財政にメスを入れる先駆的な研究を果たした。

## 略歴
満州（中国東北部）に生まれ、新潟で育つ。1959年に新潟大学人文学部を卒業し、東京大学大学院人文科学研究科へ進む。
1964年から東京大学史料編纂所に勤務し、1979年に助教授、1984年に教授となった。
1997年に退職して、同大名誉教授。滋賀大学教育学部教授を経て、2001年からは国士舘大学文学部教授を務めた。この間、お茶の水女子大学等においても非常勤講師を担当した。
2006年、肺炎を患って死去。

## 著書

### 単著
- 『室町幕府引付史料集成』上・下、近藤出版社、1980年・1986年
- 『室町幕府の政治と経済』吉川弘文館、2006年　オンデマンド版　2022年　ISBN　9784642728522

### 共著
- 『影印北越中世文書』柏書房、1975年
- （渡辺融）『蹴鞠の研究　公家鞠の成立』東京大学出版会、1994年